# Sarcelles
Sarcelles är en kommun i departementet Val-d'Oise i regionen Île-de-France i norra Frankrike. Kommunen är chef-lieu i 2 kantoner som tillhör arrondissementet Sarcelles. År 2022 hade Sarcelles 58 576 invånare.
Sarcelles är en av Paris förorter och ligger 16,3 km norr om centrala Paris.

## Befolkningsutveckling
Antalet invånare i kommunen Sarcelles
| Referens: INSEE |